# Vailly-sur-Aisne
Pour les articles homonymes, voir Vailly.
Vailly-sur-Aisne [vɛli syʁ ɛn] est une commune française située dans le département de l'Aisne, en région Hauts-de-France.

## Géographie
Vailly-sur-Aisne est un bourg situé sur la rive droite de l'Aisne à une vingtaine de kilomètres à l'est de Soissons. La petite ville est encaissée au pied du versant sud du plateau de l'Abondin lequel annonce le Chemin des Dames.

### Hydrographie

#### Réseau hydrographique
La commune est située dans le bassin Seine-Normandie. Elle est drainée par l'Aisne, le canal latéral à l'Aisne, le Fond de Boulancourt et le cours d'eau 01 de la commune de Vailly-sur-Aisne,,.
L'Aisne est un  cours d'eau naturel navigable de 256 km de longueur, traversant les cinq départements Meuse, Marne, Ardennes, Aisne, Oise. Elle est un affluent de rive gauche de l'Oise, ce qui fait d'elle un sous-affluent de la Seine.
Le canal latéral à l'Aisne relie Vieux-lès-Asfeld (Ardennes) à Celles-sur-Aisne (Aisne), en passant par Berry-au-Bac.

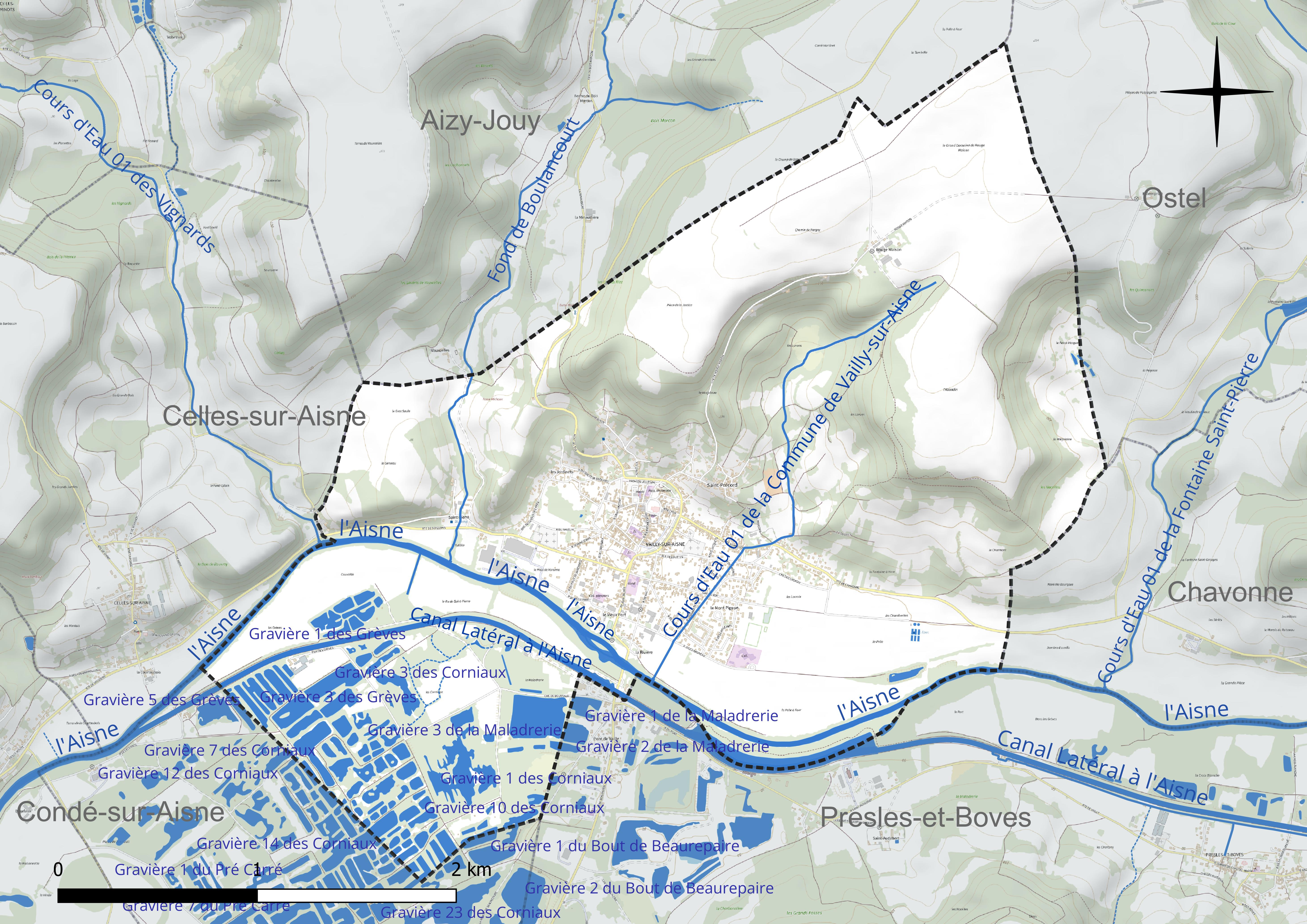
Réseau hydrographique de Vailly-sur-Aisne.

Divers plans d'eau complètent le réseau hydrographique : la gravière 1 de la Maladrerie, d'une superficie totale de 1 ha (0 ha sur la commune), la gravière 1 des Corniaux (5,9 ha), la gravière 1 des Grèves (3,4 ha), la gravière 10 des Corniaux (1,5 ha), la gravière 11 des Corniaux (1,3 ha), la gravière 12 des Corniaux, d'une superficie totale de 5,2 ha (1,2 ha sur la commune), la gravière 13 des Corniaux (2,4 ha), la gravière 14 des Corniaux, d'une superficie totale de 1,7 ha (1 ha sur la commune), la gravière 15 des Corniaux, d'une superficie totale de 2,8 ha (1,8 ha sur la commune), la gravière 16 des Corniaux, d'une superficie totale de 3,8 ha (1,9 ha sur la commune), la gravière 2 de la Maladrerie, d'une superficie totale de 1,1 ha (0 ha sur la commune), la gravière 2 des Grèves (1,3 ha), la gravière 3 de la Maladrerie (5,4 ha), la gravière 3 des Corniaux (2,3 ha), la gravière 3 des Grèves (1,7 ha), la gravière 4 des Corniaux (1,2 ha), la gravière 4 des Grèves, d'une superficie totale de 0,8 ha (0,8 ha sur la commune), la gravière 5 des Corniaux (1,7 ha), la gravière 5 des Grèves, d'une superficie totale de 0,9 ha (0,2 ha sur la commune), la gravière 6 des Corniaux (0,9 ha), la gravière 7 des Corniaux (2,3 ha), la gravière 8 des Corniaux (0,6 ha) et la gravière 9 des Corniaux (1,1 ha),.

#### Gestion et qualité des eaux
Le territoire communal est couvert par le schéma d'aménagement et de gestion des eaux (SAGE) « Aisne Vesle Suippe ». Ce document de planification, dont le territoire s'étend sur 3 096 km2 répartis sur trois départements (Aisne, Marne et Ardennes) et deux régions (Champagne-Ardenne et Picardie), a été approuvé le 16 décembre 2013. La structure porteuse de l'élaboration et de la mise en œuvre est le Syndicat d'aménagement des bassins Aisne Vesle Suippe (SIABAVES).
La qualité des cours d'eau peut être consultée sur un site dédié géré par les agences de l'eau et l'Agence française pour la biodiversité.

### Climat
Pour des articles plus généraux, voir Climat des Hauts-de-France et Climat de l'Aisne.
En 2010, le climat de la commune est de type climat océanique dégradé des plaines du Centre et du Nord, selon une étude du CNRS s'appuyant sur une série de données couvrant la période 1971-2000. En 2020, Météo-France publie une typologie des climats de la France métropolitaine dans laquelle la commune est exposée à un climat océanique altéré et est dans la région climatique Nord-est du bassin Parisien, caractérisée par un ensoleillement médiocre, une pluviométrie moyenne régulièrement répartie au cours de l'année et un hiver froid (3 °C).
Pour la période 1971-2000, la température annuelle moyenne est de 10,4 °C, avec une amplitude thermique annuelle de 15,1 °C. Le cumul annuel moyen de précipitations est de 723 mm, avec 12,4 jours de précipitations en janvier et 8,4 jours en juillet. Pour la période 1991-2020, la température moyenne annuelle observée sur la station météorologique la plus proche, située sur la commune de Braine à 8 km à vol d'oiseau, est de 11,3 °C et le cumul annuel moyen de précipitations est de 662,7 mm,. Pour l'avenir, les paramètres climatiques de la commune estimés pour 2050 selon différents scénarios d'émission de gaz à effet de serre sont consultables sur un site dédié publié par Météo-France en novembre 2022.

## Urbanisme

### Typologie
Au 1er janvier 2024, Vailly-sur-Aisne est catégorisée bourg rural, selon la nouvelle grille communale de densité à 7 niveaux définie par l'Insee en 2022.
Elle appartient à l'unité urbaine de Vailly-sur-Aisne, une unité urbaine monocommunale constituant une ville isolée,. Par ailleurs la commune fait partie de l'aire d'attraction de Soissons, dont elle est une commune de la couronne,. Cette aire, qui regroupe 92 communes, est catégorisée dans les aires de 50 000 à moins de 200 000 habitants,.

### Occupation des sols
L'occupation des sols de la commune, telle qu'elle ressort de la base de données européenne d'occupation biophysique des sols Corine Land Cover (CLC), est marquée par l'importance des territoires agricoles (51,9 % en 2018), en augmentation par rapport à 1990 (50,4 %). La répartition détaillée en 2018 est la suivante : 
terres arables (39,5 %), forêts (22,8 %), zones urbanisées (14,5 %), prairies (12,4 %), eaux continentales (10,8 %).
L'évolution de l'occupation des sols de la commune et de ses infrastructures peut être observée sur les différentes représentations cartographiques du territoire : la carte de Cassini (XVIIIe siècle), la carte d'état-major (1820-1866) et les cartes ou photos aériennes de l'IGN pour la période actuelle (1950 à aujourd'hui).

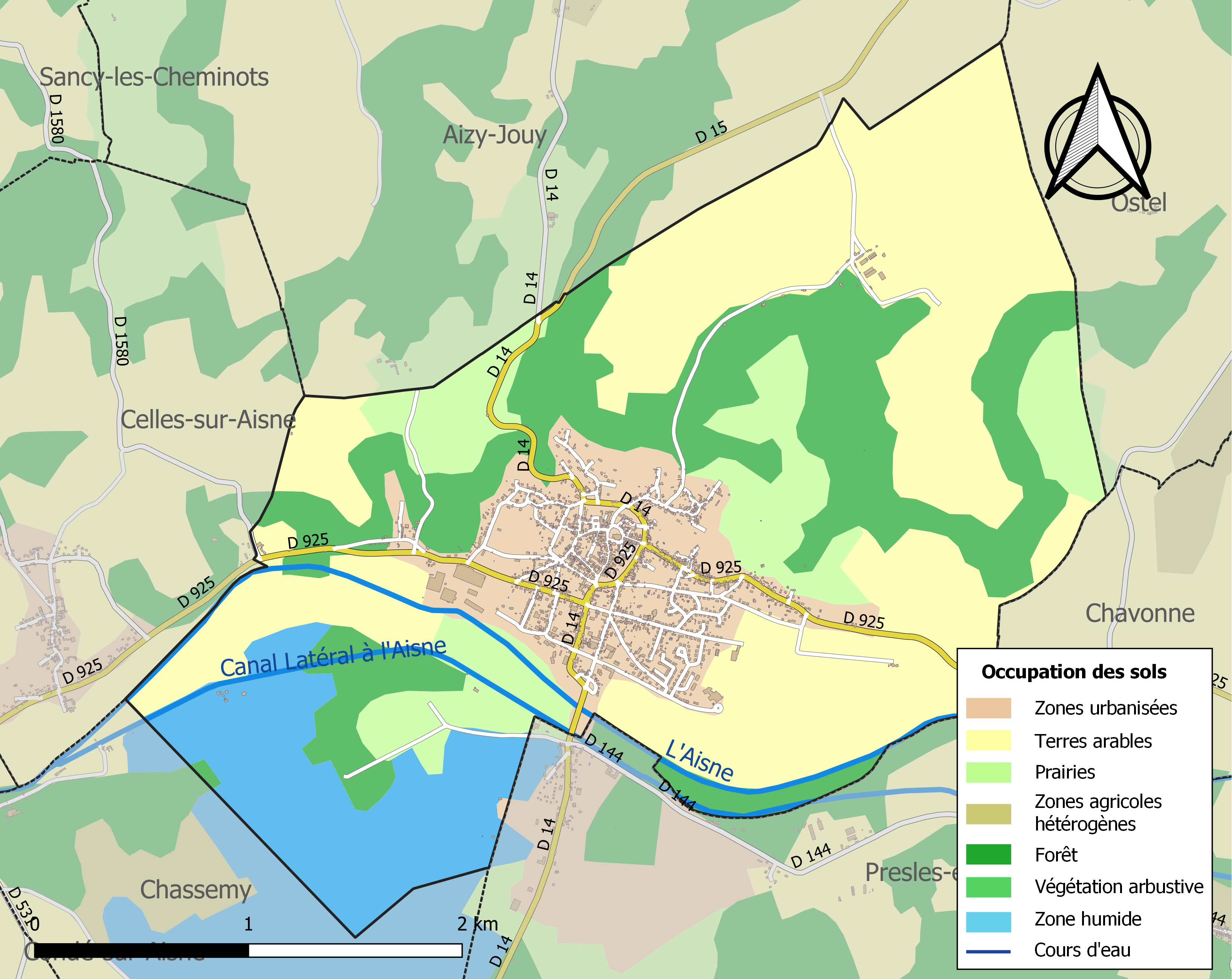
Carte de l'occupation des sols de la commune en 2018 (CLC).

## Toponymie
Le nom de la localité est attesté sous les formes Vasliacus (857) ; Vaeslei (864) ; Veisli (1138) ; Vesliacum (1143) ; Vesli (1143) ; Vailliacum (1145) ; Valli (1147) ; Vaisli (1154) ; Velli communia (1177) ; Villa de Valli (1184) ; Vaisly (1185) ; Vesliacus (XIIe siècle) ; Vaellium (XIIIe siècle) ; Walli (1213) ; Velliacum (1229) ; Vaili (1240) ; Vaisliacus (1247) ; Vesly (1276) ; Vailli (1287) ; Villa Velliaci (1291) ; Villa Vaylyaci (1310) ; Vaelly (1319) ; Vailli-sur-Ayne (1345) ; Veely (1353) ; Velly (1392) ; Wailly (1554) ; Vesly-sur-Axne (1594) ; Vely (1652).

## Histoire

### Préhistoire
Des traces de vie furent relevées sur la commune avec des dents et défenses de mammouths, visibles au musée Saint-Remi de Reims.

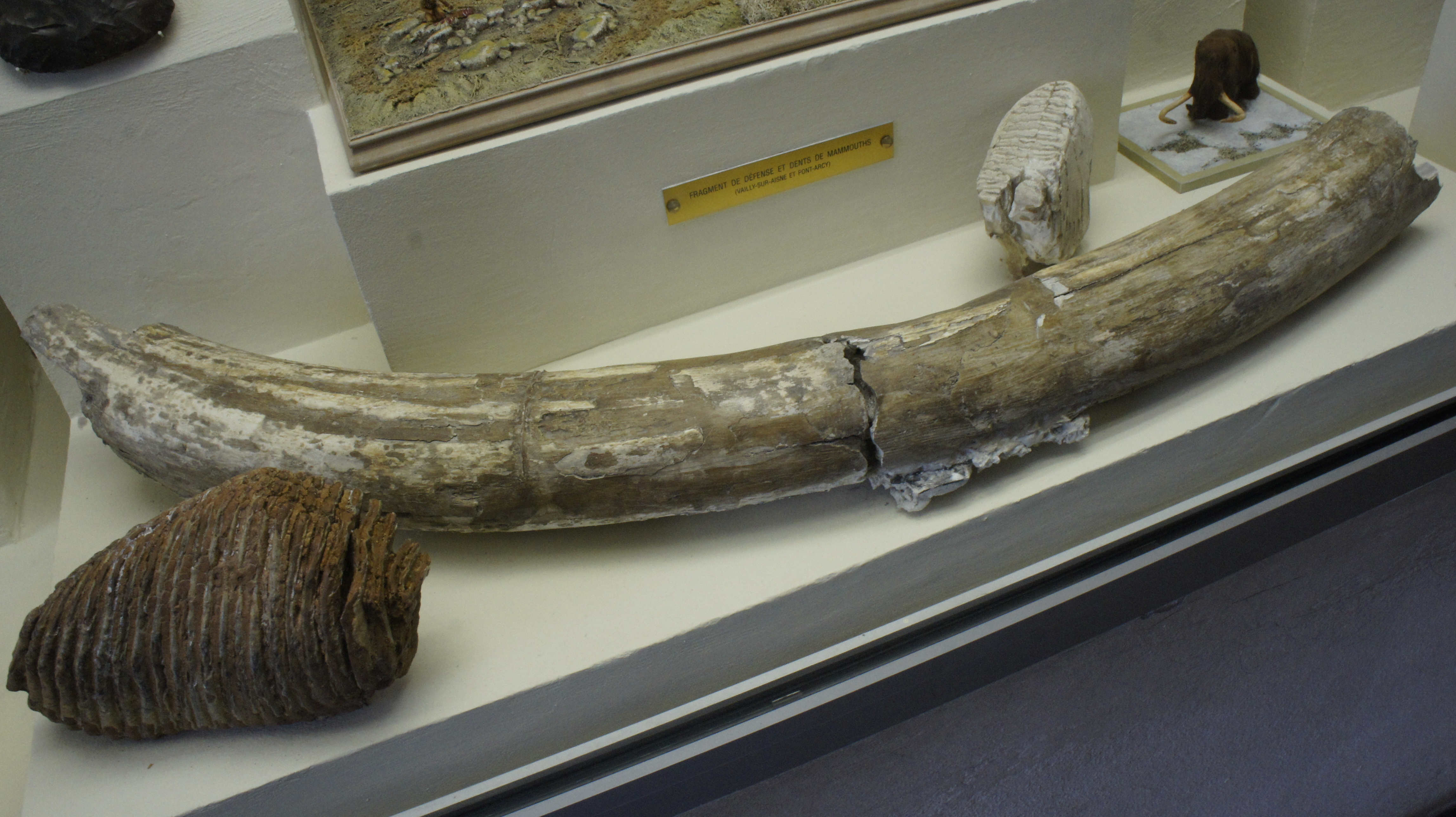
Dent et défense de mammouth.

### L'Antiquité
Vailly-sur-Aisne a une longue histoire. Fondée par des Gaulois, elle voit le passage de Jules César et subit la cohabitation gallo-romaine (vestiges de substructions de thermes et d'une villa retrouvés au nord de la ville) jusqu'à l'avancée dans les terres soissonnaises des troupes de Mérovée, aïeul de Clovis Ier. Soissons devient la capitale des Francs. Clovis élargit le royaume et désigne Paris comme capitale. Vailly, quant à elle, est entourée de murs  en bois, de simples palissades devancées d'un fossé, aujourd'hui correspondant à la place dite du Jeu-de-Paume.

### Moyen Âge
Entre l'Antiquité et le milieu du Moyen Âge, rien de remarquable ne se passa à Vailly. Ce n'est qu'en juillet 1429 que le roi de France, Charles VII, après son sacre à Reims et sa visite sur le tombeau de saint Marcoul à Corbeny, accompagné de Jeanne d'Arc, stationna à Vailly où il passa la nuit.

### Premier Empire
Pendant l'ère napoléonienne, des Vaillysiens furent sous les ordres de l'Empereur pour de multiples batailles. Ils sont au nombre de deux et leurs noms sont inscrits sur l'Arc de Triomphe à Paris :
- Le général de division Claude Carra de Saint-Cyr, mort à Vailly le 5 janvier 1834, né le 28 juillet 1760 à Lyon. Entré fort jeune dans le régiment d'infanterie de Bourbonnais, il fit avec ce corps la guerre d'indépendance des États-Unis. Rentré en France en 1784, le crédit dont il jouissait auprès du général Aubert du Bayet lui procura un avancement rapide. Nommé général de brigade en l'an II, il contribua à la pacification de la Vendée. Rappelé à Paris, il fut employé au ministère de la Guerre. En 1796, il accompagna son protecteur à l'ambassade de Constantinople, et demeura chargé, après six mois, des affaires de la République près de la Porte Ottomane. En 1798, il épousa la veuve de Dubayet, reprit la carrière des armes, s'empara de la ville de Deux-Ponts, se signala à Fribourg, qu'il prit, à Marengo et à Hohenlinden. Général de division après la rupture du traité d'Amiens, il commanda, en 1805, l'armée d'occupation dans le royaume de Naples, et fit 6 000 prisonniers autrichiens lors de la retraite de l'archiduc Charles. À Eylau, où il se distingua, il obtint le titre de grand officier de la Légion d'honneur. Il fut nommé comte de l'Empire en 1808, et gouverneur de Dresde. Il était dans les provinces illyriennes en 1812, lorsque Napoléon Ier le rappela pour lui donner la 32e division militaire (Hambourg), qu'il abandonna l'année suivante. En 1814, l'Empereur le chargea de la défense de Valenciennes et de Condé. Louis XVIII le nomma chevalier de Saint-Louis et gouverneur de la Guyane française. Admis à la retraite en 1824, il mourut à Vailly-sur-Aisne, le 5 janvier 1834. Son nom figure sur la partie est de l'arc de l'Étoile.
- Le général Henri François Marie Charpentier né à Soissons (Aisne), 23 juin 1769. Sa tombe se trouve au cimetière de Vailly-sur-Aisne, dans un caveau abritant également la dépouille du général Claude Carra Saint-Cyr.

### Première Guerre mondiale

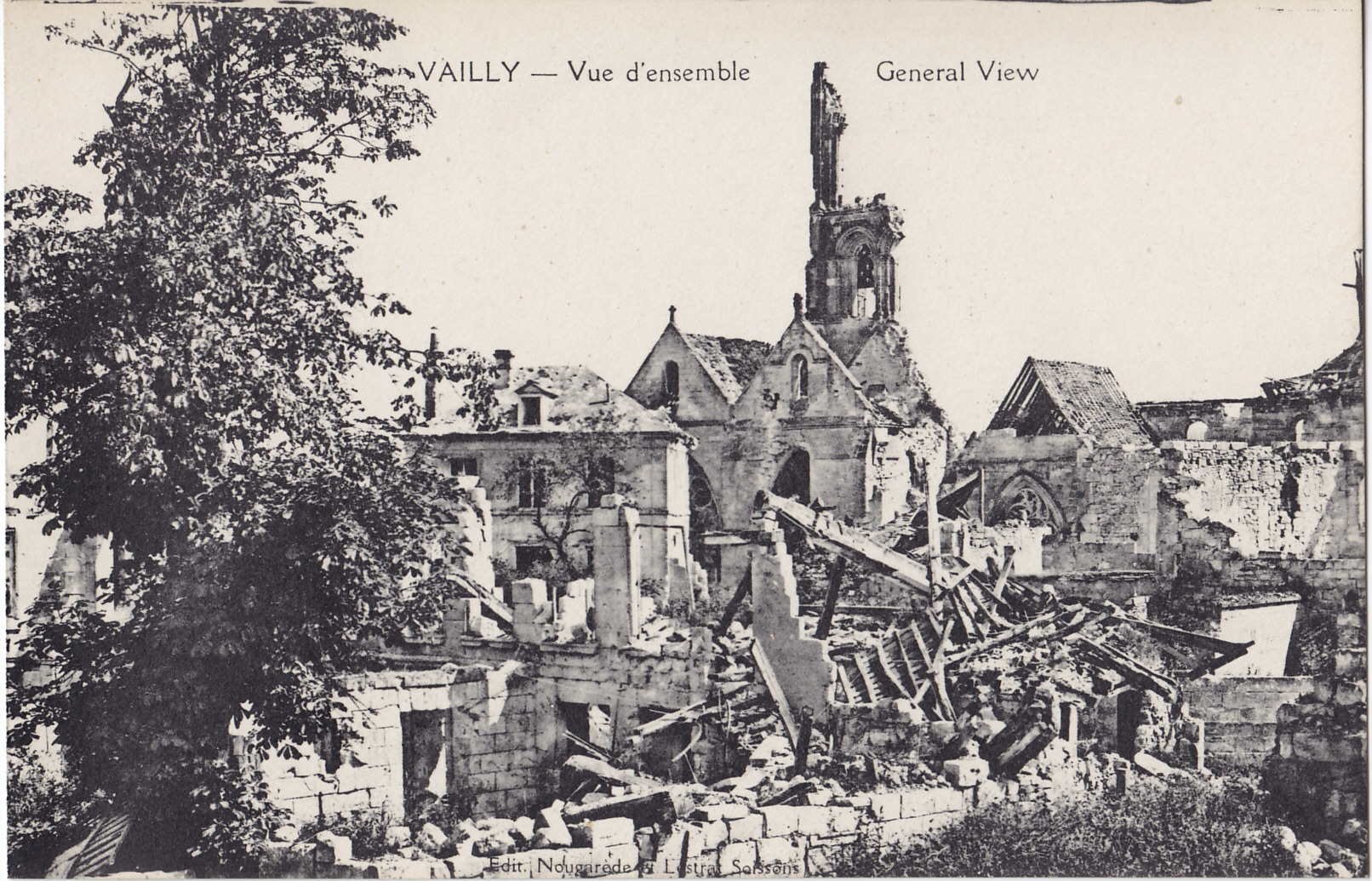
Ruines du village, à l'issue de la Première Guerre mondiale.

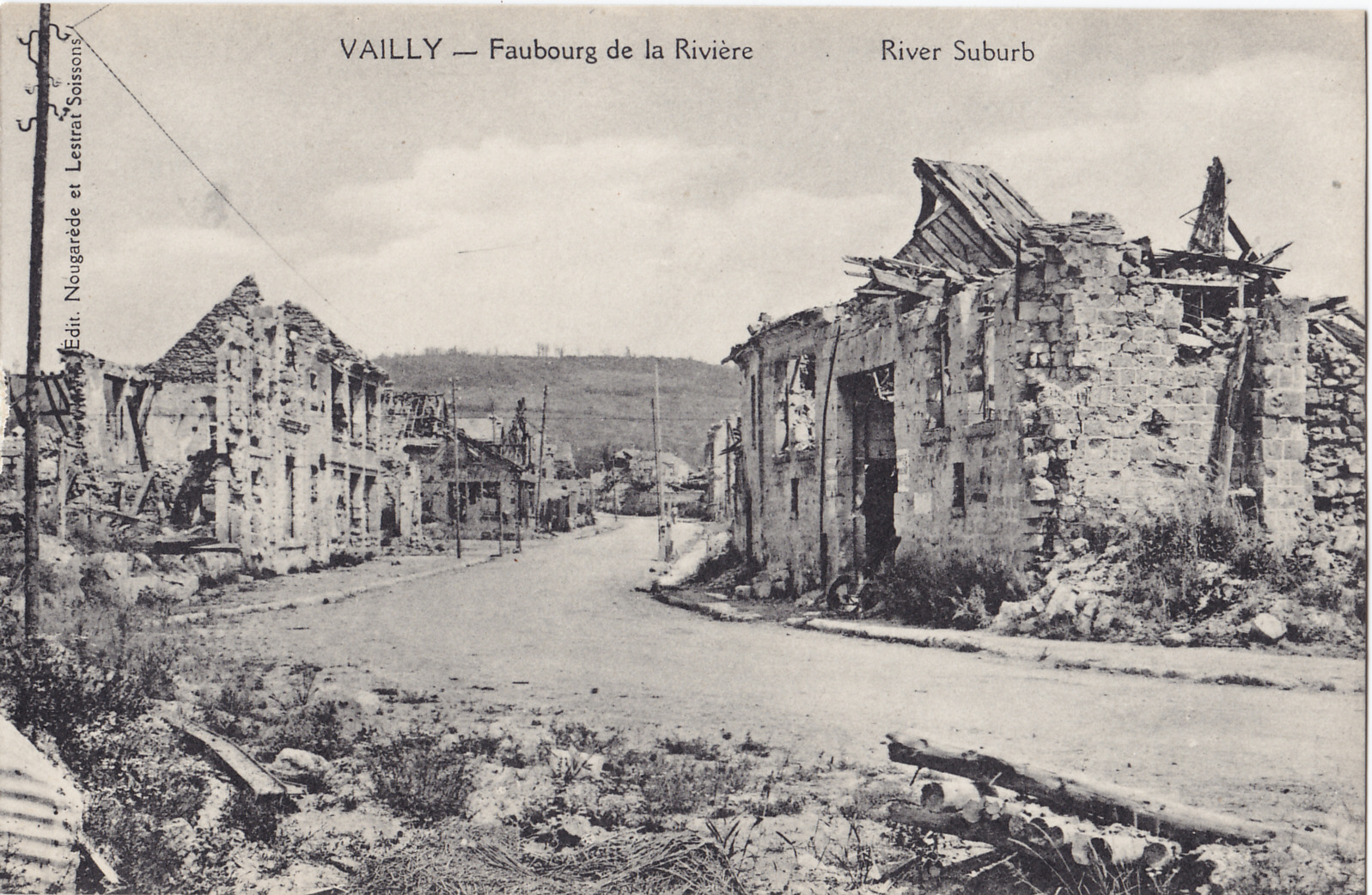
Le faubourg de la rivière, à la même époque.

Vailly, située dans la vallée de l'Aisne et quelques kilomètres au sud du Chemin des Dames, va se voir piégée par sa situation géographique. Pendant l'offensive du plan Schlieffen qui devait prendre Paris, les Allemands vont franchir le Chemin des Dames, puis la Marne pour être stoppés à cet endroit : ce fut la première bataille de la Marne. Les Allemands, arrêtés à 150 kilomètres de Paris dans la forêt de Saint-Gobain par Joffre, se voient obligés de battre en retraite vers le Chemin des Dames. Les Français pourchassent l'envahisseur mais arrivés au Chemin si connu, ils sont arrêtés par les armées allemandes qui, surplombant la vallée de l'Aisne, les piègent dans cette même vallée. Vailly se retrouve donc pris en « sandwich » par les deux armées. La voie de chemin de fer qui longeait la rivière fut alors complètement détruite et ne fut jamais reconstruite, seule subsiste aujourd'hui l'ancienne gare.
Occupée par la France, la modeste cité sert de camp de médecine de première, seconde et troisième lignes. 

Le cimetière militaire d'aujourd'hui était, à l'époque, l'endroit où l'armée entreposait les morts avant de les renvoyer dans leurs patries. Lors des offensives de 1916 et 1917, Vailly fut débordée par le nombre de blessés qui avait été mal estimé lors de la bataille du Chemin des Dames. Vailly, située au cœur des combats, fut une ville détruite à 90 %, seulement une maison et l'actuel office de tourisme sont restés debout, malgré quelques égratignures... 
Vailly reçut après la fin de la guerre, la médaille de service rendu à la France pendant une période difficile, et un mérite à la population touchée physiquement et moralement. Cette guerre laissa des séquelles chez les Vaillysiens.

### La Seconde Guerre mondiale
La Seconde Guerre fut d'une rapidité si extrême que, dès l'annonce de l'avancée des troupes allemandes au nord, les habitants n'ont eu que pour seul devoir de subir. En effet, ceux qui s'exilèrent furent rattrapés par la Blitzkrieg à hauteur de Dijon.

## Politique et administration
| Période                                  | Période                       | Identité                        | Étiquette             | Qualité |
| ---------------------------------------- | ----------------------------- | ------------------------------- | --------------------- | --- |
| Les données manquantes sont à compléter. |                               |                                 |                       | |
| mars 1833                                | octobre 1837                  | Mennessier Michel Joseph Victor |                       | Notaire |
| octobre 1944                             | 1947                          | Hervé Delcelier                 | SFIO                  | Géomètre Conseiller général du canton de Vailly-sur-Aisne (1945 → 1949)                                                         |
| Les données manquantes sont à compléter. |                               |                                 |                       | |
| mars 1971                                | mars 1977                     | Pierre Gourmain                 | Rad. puis CD puis DVD | Garagiste Conseiller général du canton de Vailly-sur-Aisne (1949 → 1979) Vice-président du conseil général de l'Aisne           |
| avant 1988                               | ?                             | Jeanne Lloret                   |                       | |
| juin 1995                                | mars 2014                     | Annick Venet                    | DVD                   | Infirmière Conseillère générale du canton de Vailly-sur-Aisne (1990 → 2015) Présidente de la CC du Val de l'Aisne (2008 → 2014) |
| mars 2014                                | En cours (au 14 juillet 2020) | Arnaud Battefort                | PS puis DVG           | Consultant en communication graphique Réélu pour le mandat 2020-2026                                                            |

## Population et société

### Démographie

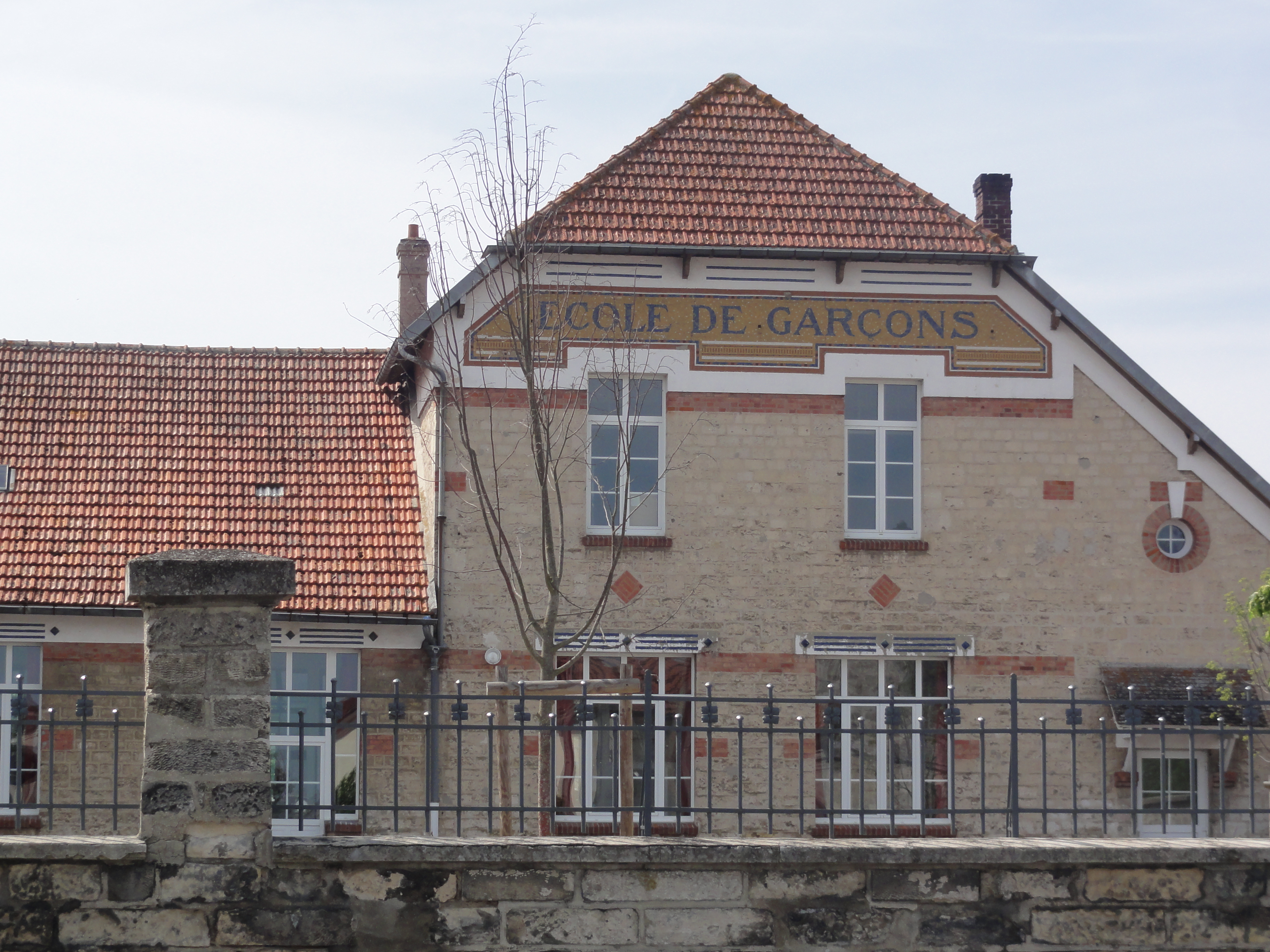
L'école.

L'évolution du nombre d'habitants est connue à travers les recensements de la population effectués dans la commune depuis 1793. Pour les communes de moins de 10 000 habitants, une enquête de recensement portant sur toute la population est réalisée tous les cinq ans, les populations de référence des années intermédiaires étant quant à elles estimées par interpolation ou extrapolation. Pour la commune, le premier recensement exhaustif entrant dans le cadre du nouveau dispositif a été réalisé en 2004.

En 2022, la commune comptait 2 019 habitants, en évolution de +1,05 % par rapport à 2016 (Aisne : −1,97 %, France hors Mayotte : +2,11 %).
| 1793  | 1800  | 1806  | 1821  | 1831  | 1836  | 1841  | 1846  | 1851  |
| ----- | ----- | ----- | ----- | ----- | ----- | ----- | ----- | ----- |
| 1 547 | 1 481 | 1 369 | 1 269 | 1 473 | 1 544 | 1 594 | 1 645 | 1 615 |

| 1856  | 1861  | 1866  | 1872  | 1876  | 1881  | 1886  | 1891  | 1896  |
| ----- | ----- | ----- | ----- | ----- | ----- | ----- | ----- | ----- |
| 1 432 | 1 719 | 1 748 | 1 648 | 1 661 | 1 669 | 1 623 | 1 585 | 1 546 |

| 1901  | 1906  | 1911  | 1921  | 1926  | 1931  | 1936  | 1946  | 1954  |
| ----- | ----- | ----- | ----- | ----- | ----- | ----- | ----- | ----- |
| 1 680 | 1 812 | 2 056 | 1 413 | 1 852 | 1 860 | 1 631 | 1 675 | 1 555 |

| 1962  | 1968  | 1975  | 1982  | 1990  | 1999  | 2004  | 2006  | 2009  |
| ----- | ----- | ----- | ----- | ----- | ----- | ----- | ----- | ----- |
| 1 589 | 1 830 | 1 855 | 1 883 | 1 980 | 2 081 | 2 122 | 2 095 | 2 084 |

| 2014  | 2019  | 2022  | - | - | - | - | - | - |
| ----- | ----- | ----- | - | - | - | - | - | - |
| 2 018 | 2 012 | 2 019 | - | - | - | - | - | - |

### Activités sportives
On retrouve de nombreuses associations sportives dans la commune dont :
- Le B.C.V.F.C. (Braine Chassemy Vailly Football Club), le club de football. Né de la fusion en 2004 de l'A.S.V. (Association Sportive Vaillysienne) et des clubs des deux villages alentour de (Braine et Chassemy), il fait partie d'un des plus anciens clubs de France, fondé par un Anglais au début du XXe siècle. Cette initiative a été menée par Patrick Le Luherne, 1er président du B.C.V.F.C., et par Didier Carbonnaux. Ce dernier, pour ses implications sportive et éducative dans la commune, a donné son nom au complexe de la ville regroupant les infrastructures pour le sport et la jeunesse ;
- La Compagnie d'Arc ;
- L'École de Boxe ;
- Le Judo Club Vailly ;
- La Randonnée Pédestre Vaillysienne ;
- La Pétanque Vaillysienne ;
- Le club de tennis ;
- Le Volant Vaillysien.

### Activités économiques
On retrouve de nombreux petits commerces locaux, dont deux boulangeries, une charcuterie, une boucherie, un traiteur. Mais aussi un supermarché, deux transporteurs routiers, une entreprise de fabrication de menuiseries, une pharmacie, une poste, une gendarmerie, une caserne de pompiers, deux cabinets de médecins.

## Culture locale et patrimoine

### Lieux et monuments

#### Monuments
- Église Notre-Dame de Vailly-sur-Aisne, du XIIe siècle et du XIIIe siècle.
- Chapelle de la carrière de Rouge-Maison.
- Carrières et grottes de l'Abondin (VIe siècle).
- Lavoirs.
- Fontaine.
- Culture : la Compagnie Nomades, compagnie professionnelle de théâtre.

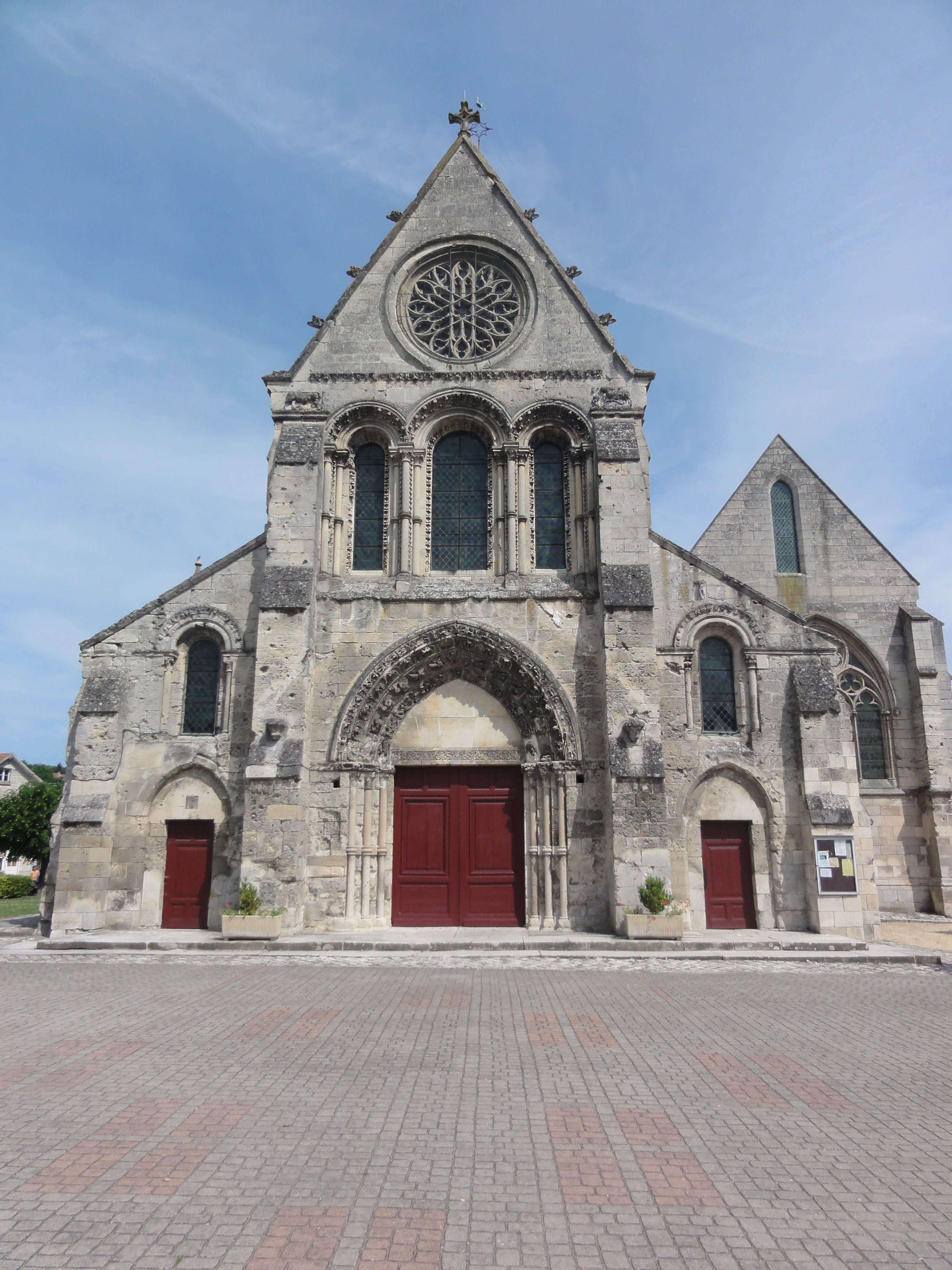
Façade de l'église Notre-Dame.
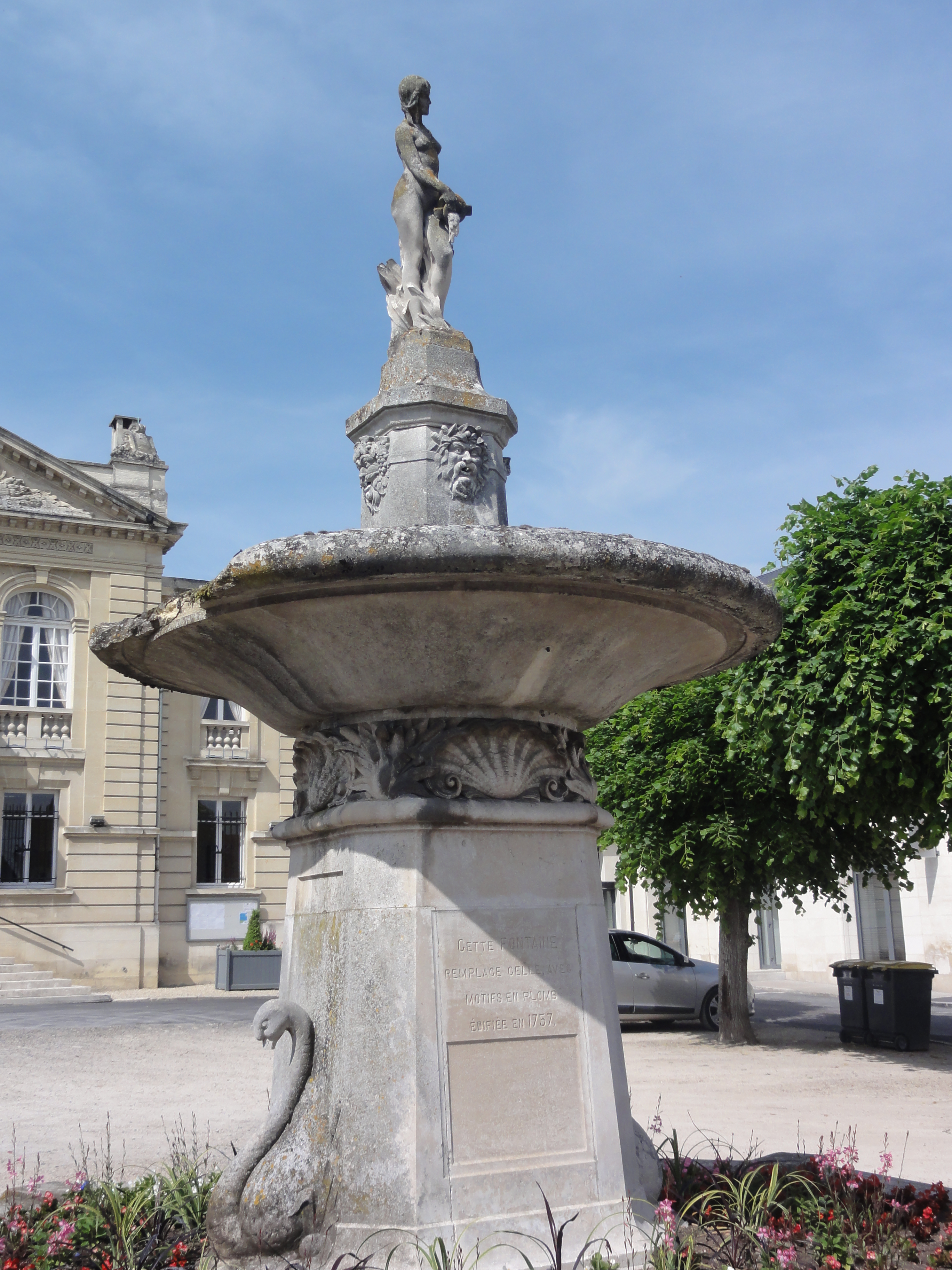
Fontaine.
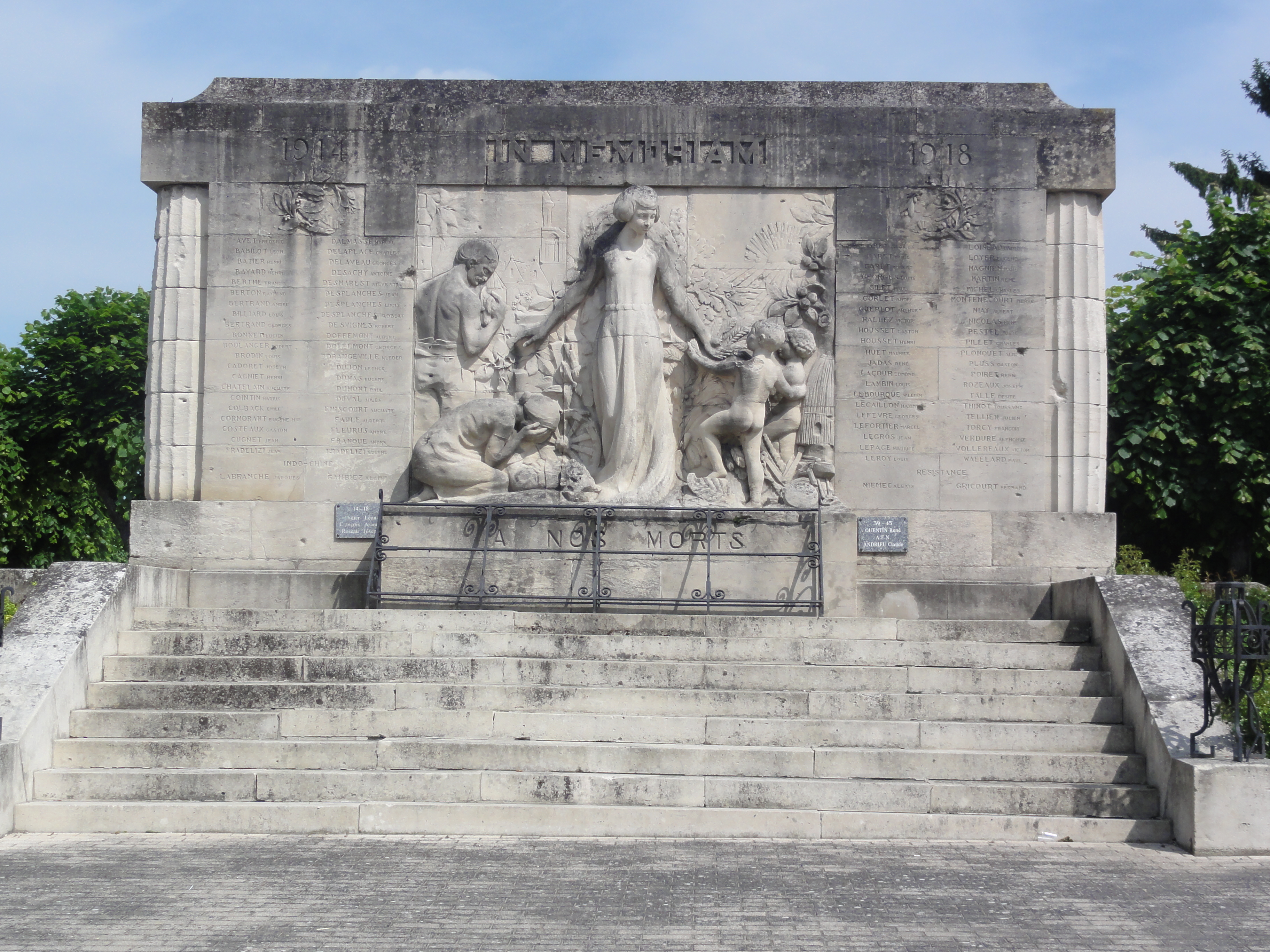
Le monument aux morts de Vailly-sur-Aisne.

#### Lieux de mémoire de la Grande Guerre

##### Monument aux morts
Ce monument aux morts est l'œuvre d'Antoine Sartorio. Il a été inauguré, le 24 juillet 1927, par Édouard Herriot, ministre de l'Instruction publique.

##### Nécropole nationale

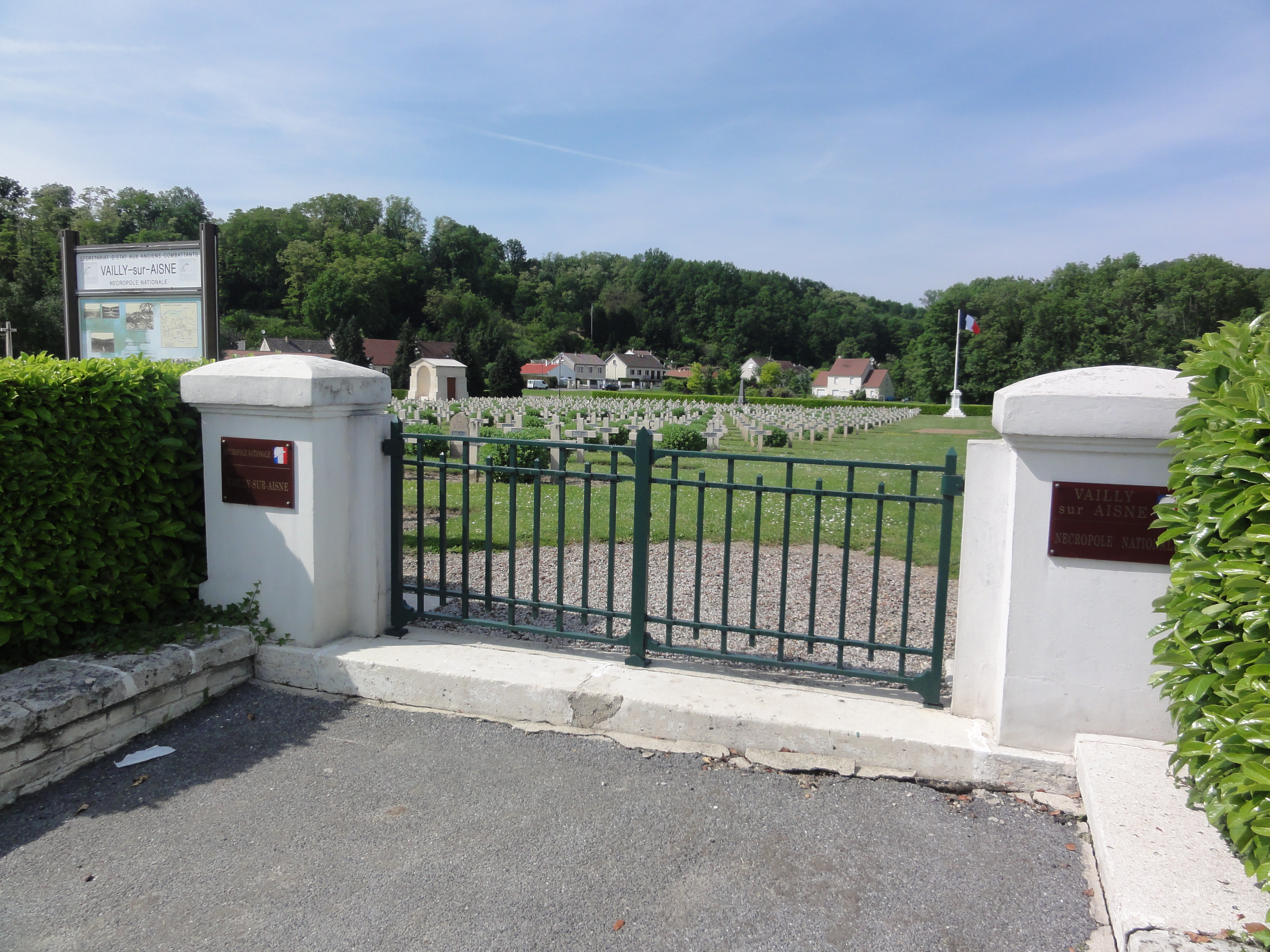
La nécropole nationale de Vailly-sur-Aisne.

La nécropole nationale de Vailly-sur-Aisne située en bordure de la RD 925, à l'entrée du village, en arrivant de Condé-sur-Aisne, est voisine du cimetière militaire britannique.

##### Cimetière militaire britannique

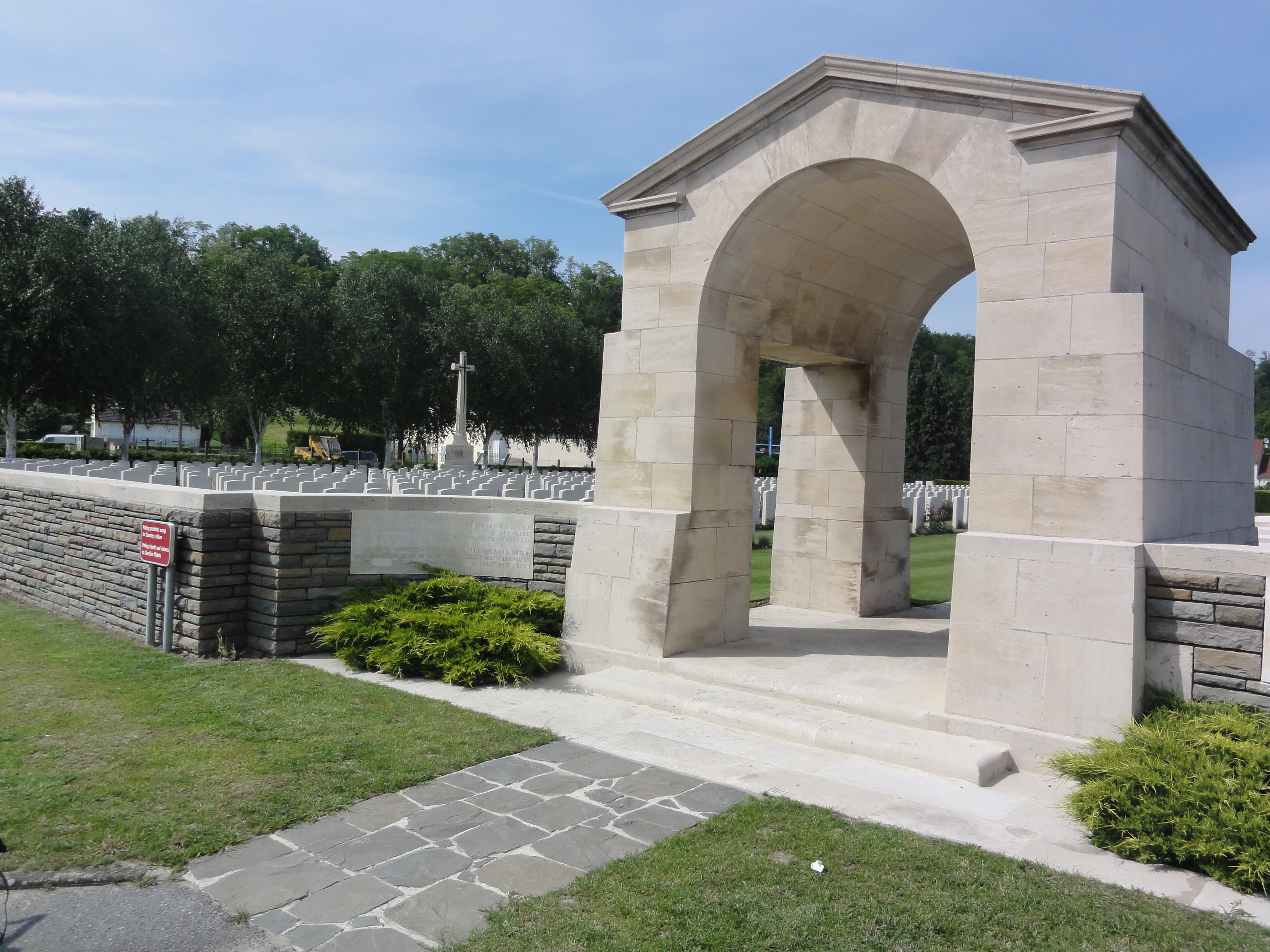
Le cimetière militaire britannique de Vailly-sur-Aisne.

Il est situé à côté de la nécropole nationale et rassemble 677 corps : 674 Britanniques, 1 Canadien, 1 Allemand et 1 Français. Créé en mai 1917, ce cimetière militaire a été agrandi après 1918.
C'est à Vailly-sur-Aisne, le 12 septembre 1914, que la 3e division britannique traversa l'Aisne après la bataille de la Marne.

### Cartes postales anciennes

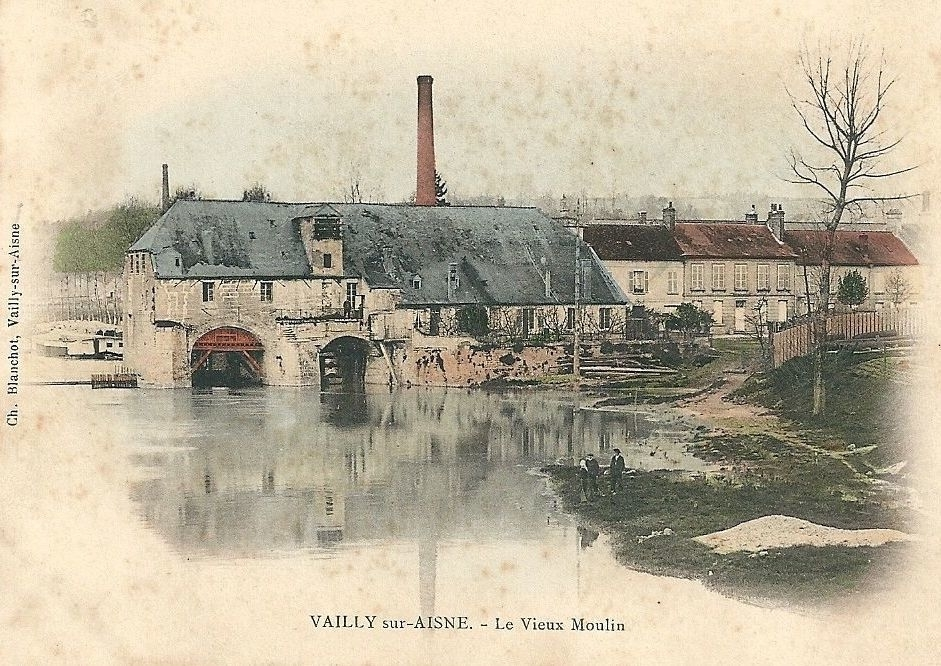
Le vieux moulin au début du XXe siècle.
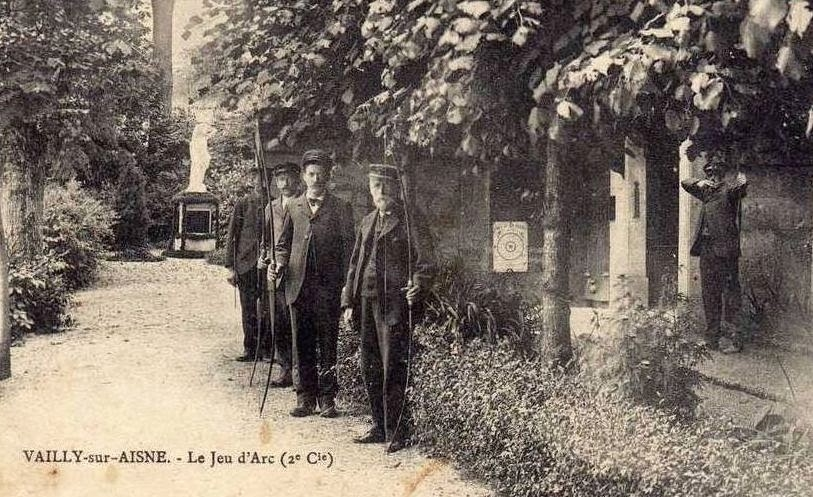
Le tir à l'arc.
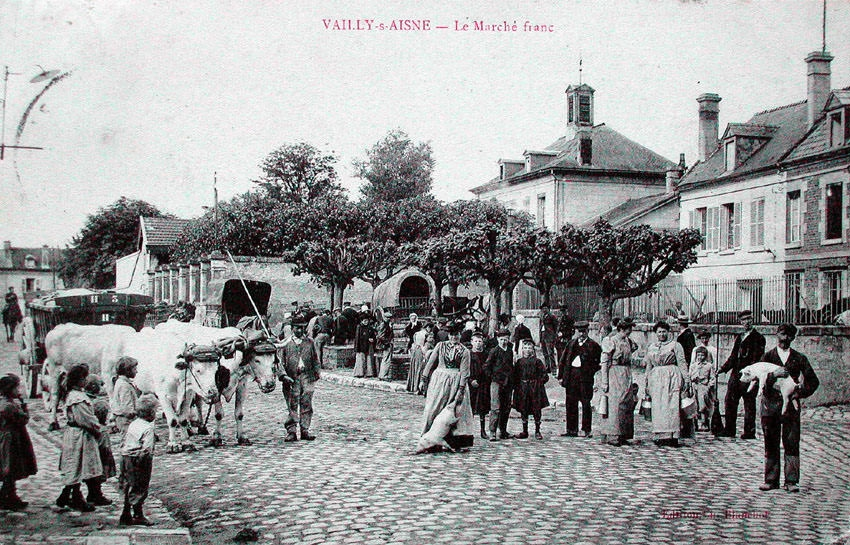
Le marché franc vers 1910.
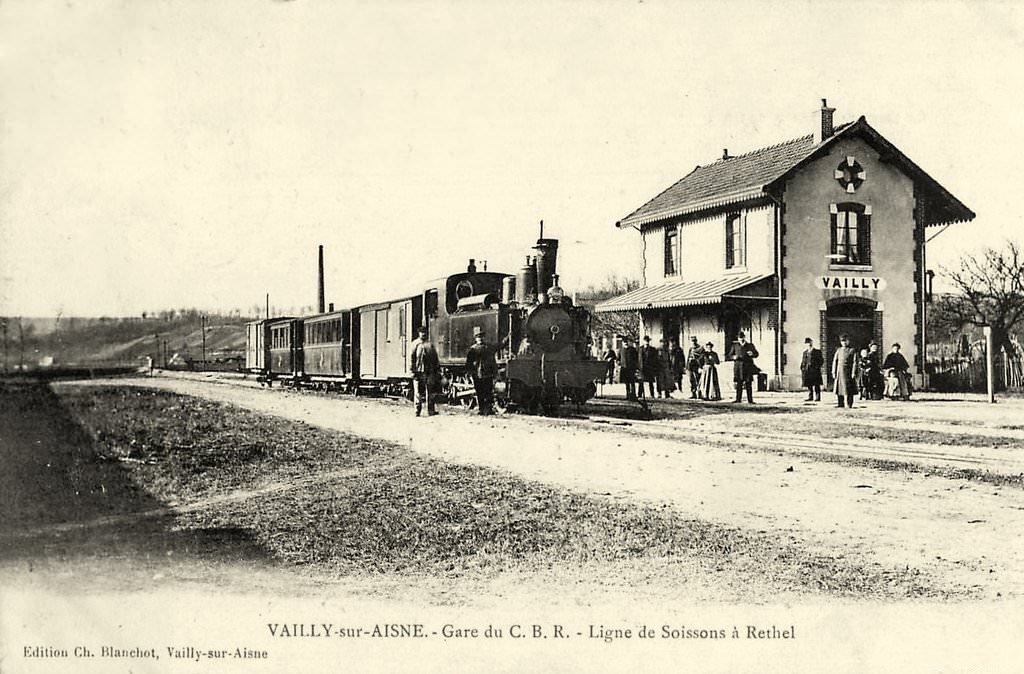
La gare vers 1910.
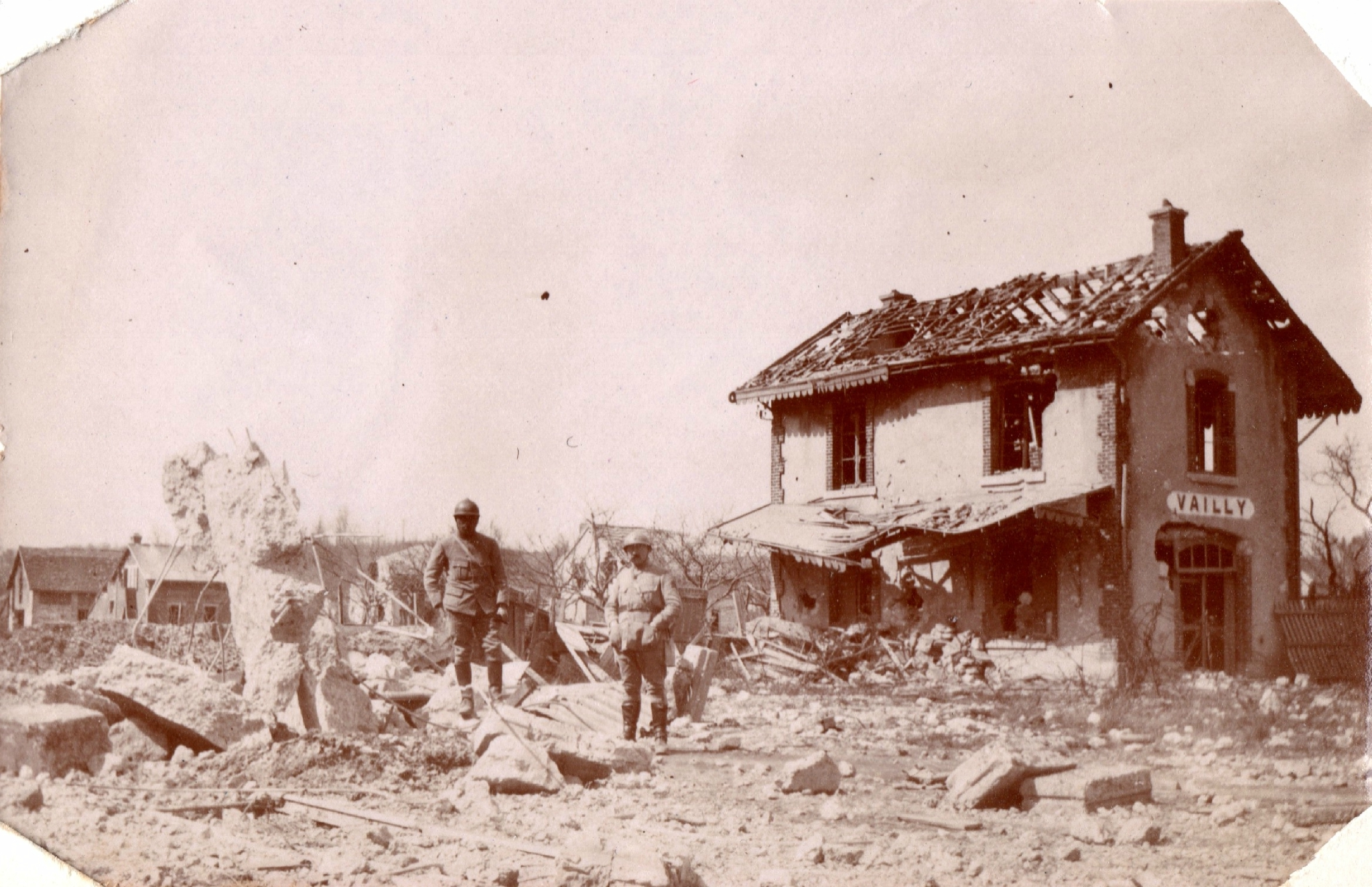
La gare détruite lors de la guerre 1914-1918.

### Héraldique
| Blason de Vailly-sur-Aisne | Blason  | D'azur à la lettre V capitale d'or surmontée d'une fleur de lys du même. |
| Blason de Vailly-sur-Aisne | Détails | Le statut officiel du blason reste à déterminer.                         |

### Personnalités liées à la commune
- Claude Carra de Saint-Cyr, né le 28 juillet 1760 à Lyon, mort à Vailly le 5 janvier 1834, général de division.
- Dominique François Xavier Félix (1763-1839), général des armées de la République et de l'Empire, mort assassiné sur son domaine de Rouge-Maison.
- Henri François Marie Charpentier né à Soissons (Aisne), 23 juin 1769, général.
- Antoine Wolber (1863-1927), fondateur de la manufacture de pneumatiques Wolber.